# العطيفة (المضاربة والعارة)

تعديل مصدري - تعديل

العطيفة هي إحدى قرى عزلة العارة بمديرية المضاربة والعارة التابعة لمحافظة لحج، بلغ تعداد سكانها 49 نسمة حسب تعداد اليمن لعام 2004.